# Anor, Nord
Anor är en kommun i departementet Nord i regionen Hauts-de-France i norra Frankrike. Kommunen ligger i kantonen Trélon som tillhör arrondissementet Avesnes-sur-Helpe. År 2022 hade Anor 3 152 invånare.

## Befolkningsutveckling
Antalet invånare i kommunen Anor
| Referens: INSEE |